# Сокіл (пістолет)
Сокіл — спортивний пістолет розроблений на українському державному Науково-Виробничому об’єднанні «Форт» МВС України.

## Опис та характеристики
Спортивний пістолет, розроблений на основі бойового пістолету «Форт-12», оснащений регульованими прицільними пристроями та пристроєм для гасіння спалаху і відповідає всім вимогам Міжнародної Конфедерації Практичної Стрільби.